# 강화도
강화도(江華島)는 대한민국 경기만에 있는 섬이다. 대한민국에서 4번째로 넓은 섬으로, 면적은 302.6 km2이다. 행정구역상으로는 인천광역시 강화군에 속해 있으며, 동쪽으로 경기도 김포시와 도로가 직접 연결되어 있다.
고려 때에는 몽골 제국의 침략 당시 39년간 임시수도의 역할을 했다고 추정하나 왕성터등의 흔적은 발견된 적이 없다. 세계문화유산으로 지정된 고인돌 유적지와, 단군왕검이 세 아들을 시켜 쌓았다는 삼랑성과 사적 제136호로 지정된 참성단과 한국에서 가장 오래된 한옥성당인 성공회 강화성당등 역사적으로 유서가 깊은 곳이다.

## 역사

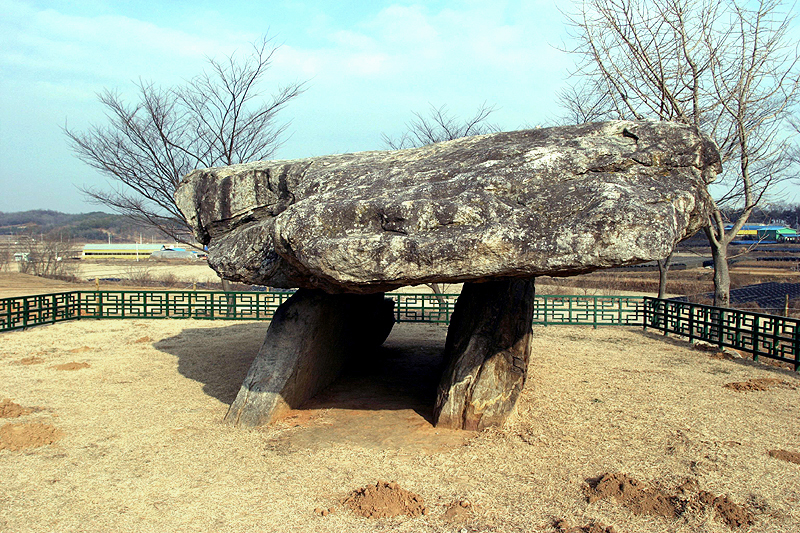
강화도 부근리 고인돌

화도면 동막리 유적과 하점면 삼거리 유적 등에서 신석기 시대의 빗살무늬토기가 다량 출퇴된 것으로 보아 강화도에는 신석기시대에도 사람이 살았던 것으로 보인다. 강화도에서는 특히 청동기시대의 유적과 유물을 쉽게 볼 수 있는데, 가장 대표적인 것이 고인돌이다. 100여 기 이상의 고인돌이 강화도에서 확인되고 있는데, 북방식 고인돌과 남방식 고인돌이 혼재하는 것이 큰 특징이다. 고인돌의 대부분은 고려산 부근에 위치하고 있다. 많은 수의 고인돌 때문에 마한의 소국들 중 하나가 강화도에 있었을 것으로 추정하기도 한다.
강화도는 한강의 관문이라는 특성상 삼국시대에는 백제와 고구려의 주요 접전지중 하나였으며, 관미성의 위치가 강화도 부근으로 추정된다. 백제는 강화도를 서해 대도라고 불렀다. 백제가 고구려에 패하고 난 후에 강화도는 고구려에 귀속되었다.이때 강화도는 혈구군, 혹은 갑비고차 군에 속하게 되었다.
신라에 귀속되었을 때는 해구군 혹은 혈구진이라고 했다. 또한 삼국사기에 의하면 삼국시대에 강화도는 혈구도라 불리었다. 신라 후기에는 황해도 남부와 함께 해적이 자주 출몰하던 지역이었다.
고려 시대부터 강화도라고 부르기 시작했고, 양광도 강화면에 속하게 되었다. 강화도는 벽란도의 통로 역할을 했으며, 목판인쇄소, 소금전매소 등이 설치되었고, 도자기를 생산하였다. 몽고가 침입했을 때에는 도읍을 강화도로 천도했고, 이곳의 목판인쇄소에서 팔만대장경 조판이 이뤄지기도 했다. 도읍을 강화도로 천도했을 때의 왕궁터와 고려시대의 성곽이 아직까지 남아 있다. 또한 강화도 천도 이후 식량의 자급력 향상을 위한 간척사업이 추진되었다. 그리고 국난 극복을 위해 강화도 남쪽 마니산에 참성단을 쌓았다. 개경 환도 이후에는 삼별초가 대몽항쟁을 강화도에서 이어나갔으나, 곧 진도로 남하했다.
| Daedongyeojido (Gyujanggak) 12-04.jpg |
| Daedongyeojido (Gyujanggak) 13-05.jpg |

이후 조선 시대에는 강화도가 수행하는 국방의 역할이 더욱 중요해졌다. 태종 때 강화는 도호부로 승격되었고, 조운의 활성화와 함께 한강의 입구로서 진이 설치되고 김포, 양화, 통진, 교동 등지의 진을 통괄하게 되었다. 강화부사는 경기 병마절도사가 겸임했다. 임진왜란 당시에는 강화도는 큰 피해를 입지 않았고, 우성전, 김천일 등이 의병장으로 활동하며 권율 장군을 지원하기도 하였다. 한편, 강화도는 유배지로도 유명했는데, 연산군, 광해군 등이 이곳으로 유배를 왔었다.
정묘호란 때에는 인조가 강화도로 피신하였었다. 이후 병자호란이 일어나자 인조는 남한산성에, 봉림대군 등의 왕족들은 강화도로 피신했는데, 청에 의해 강화도가 함락되자 인조도 항복하였다. 이후 남양에 있던 경기수영이 강화도로 옮겨졌다. 효종 때에는 북벌 정책을 계획하면서 해안에 월곶진, 제물진, 광성보 등의 진과 보를 설치하였고, 성곽을 수리했다. 숙종은 해안 전역의 돌출부에 53개의 돈대를 설치하여 강화도의 전 지역을 요새로 하였고, 지금도 이렇게 만든 조선시대의 군사시설이 많이 남아 있다. 또한 양명학으로 유명한 정제두가 강화도에서 일생을 보내면서 주자학에 치우치지 않고 경전의 본뜻을 중시하는 강화학파라 불리는 학풍이 일어났다. 정조 때에는 외규장각이 강화도에 설치되었다.

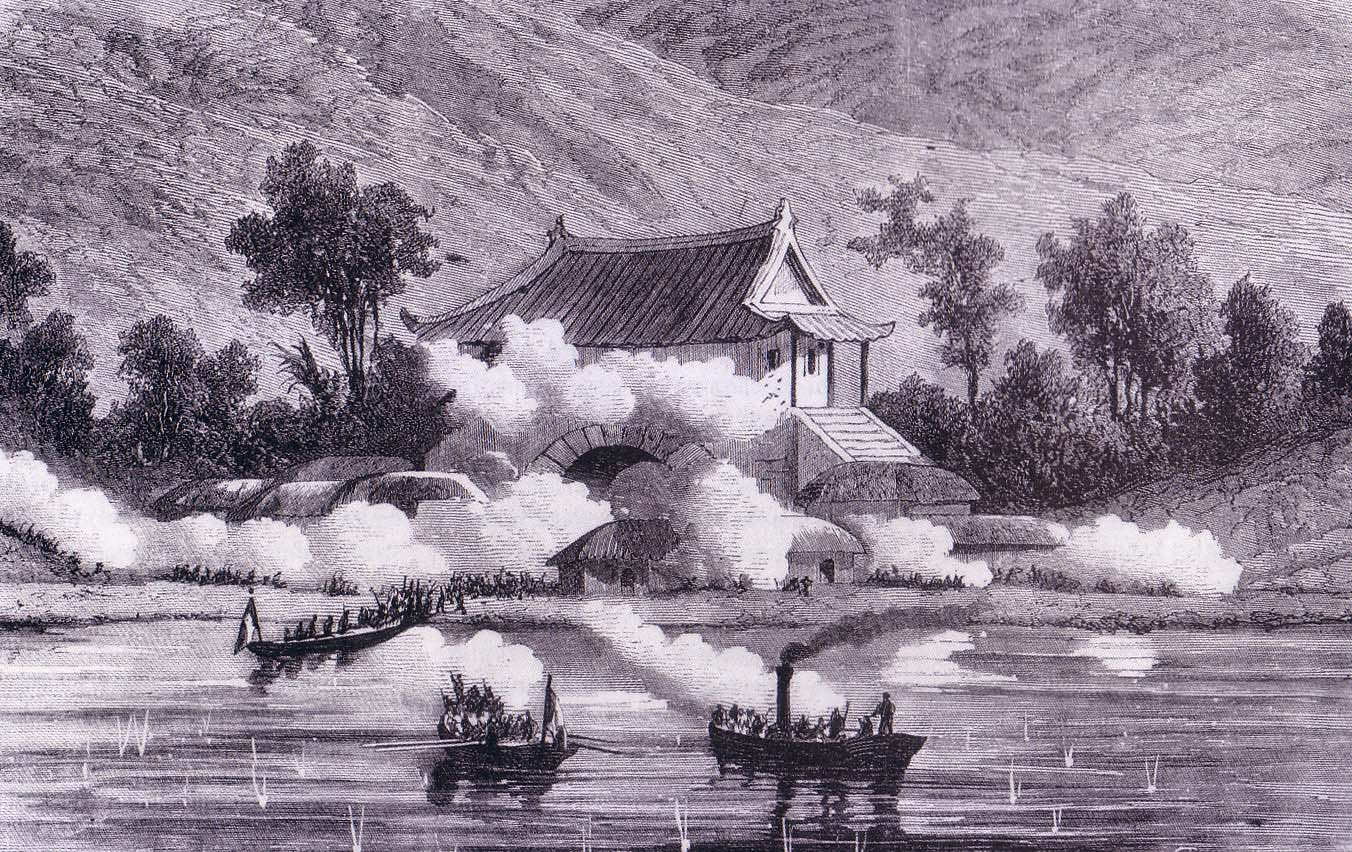
강화성을 공격하는 프랑스군

조선 후기 병인박해를 구실로 1866년 프랑스 함대가 강화도로 쳐들어 온 병인양요가 일어났다. 이로 인해 강화의 외규장각이 약탈되는 등의 피해를 입었다. 1871년에는 미국 함대가 강화도를 공격한 신미양요가 일어났고, 큰 피해를 입었지만 미국 함대를 몰아냈다. 1875년에는 일본 함대가 강화도를 공격하여 운요호 사건을 일으켰으며, 그 다음해에 강화도조약이 체결되었다.
일제강점기를 거치면서 많은 문화재가 약탈당했고 무덤은 도굴되었다. 광복 후에도 관리 소홀로 군사 유적이 대부분 파괴되었고, 섬 내의 성들도 파괴된 정도가 심해서 성의 크기조차 알 수 없는 경우도 있다. 한국 전쟁 당시에는 강화도에서 대규모 학살이 있었던 것으로 확인된다. 또한 개성에서 피난민이 강화도로 오면서 인삼재배가 시작되었다. 1970년에는 강화대교가 건설되면서 육지와 연결되었다. 1976년에 강화중요국방유적복원 정화사업으로 몇몇 유적들이 복원, 관리되고 있다. 2000년 11월 29일에는 제24차 유네스코 세계유산위원회에서 강화의 고인돌이 고창, 화순의 고인돌과 함께 세계문화유산으로 등록되었다.

## 지질과 지형
강화도는 지체 구조상 경기 육괴에 속하는 지역이며, 선캄브리아기 경기변성암복합체와 중생대 대보 화강암으로 구성되어 있다. 섬 내에 가장 높은 산인 마니산이 469m로 전체적으로 저산성 구릉지에 속하지만, 서해안의 다른 섬들에 비해서는 비교적 산이 높은 편이다. 대부분의 산들은 중생대 쥐라기의 대보 조산운동 때 생긴 화강암 저반으로 구성되어 있다.

## 호국 유적
강화도는 고려 시대에 전란으로 인하여 임시 왕도로 되기도 하였고, 특히 조선 시대 말기에는 외세에 대항하기 위한 국토 방위 시설이 여러 곳에 설치되어 병인양요·신미양요, 병자 수호조약 등을 겪은 근대 개항 100년의 피와 눈물의 역사가 생생하게 담겨 있는 곳이다.
이 유적들은 1977년에 완전 복원되어 호국 정신의 교육 도장으로 함과 동시에 부근의 전등사 등과 함께 새로운 관광 명소로 개발되고 있다. 주요 호국 유적지로는 갑곶돈대·외성·광성돈대·광성제단·초지진·덕진진 등이 있다.

## 같이 보기
- 강화군
- 마니산
- 한국의 섬
- 속노랑고구마
- 월경지

## 참고 문헌 및 링크
- 〈강화길라잡이〉, 강화군